# Golf von Guacanayabo
Koordinaten: 20° 20′ 1″ N, 77° 42′ 39″ W
Der Golf von Guacanayabo ist eine größere Meeresbucht (ein Golf) im Südosten Kubas. An ihn grenzen am äußersten Nordrand die Provinz Camagüey, die von der Küstenlinie der Provinz Las Tunas abgelöst wird. Der größte Teil im zentralen Abschnitt und am Südufer des Golfes wird von der Provinz Granma eingenommen.
Die größte Stadt und der bedeutendste Hafen am Golf von Guacanayabo ist Manzanillo in der Provinz Granma.